# Recinto de Mut

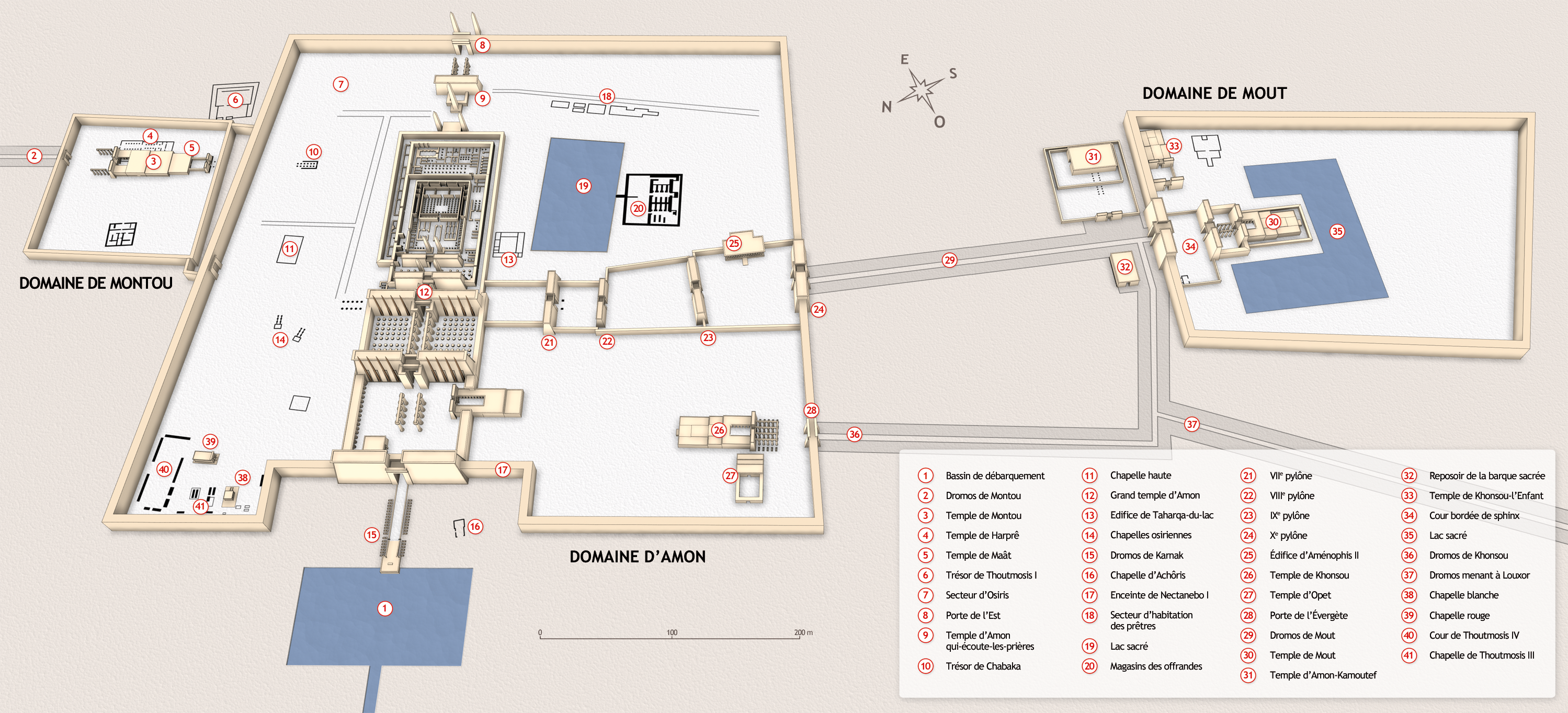
Planta del complejo religioso de Karnak. Al sur, el recinto de Mut.

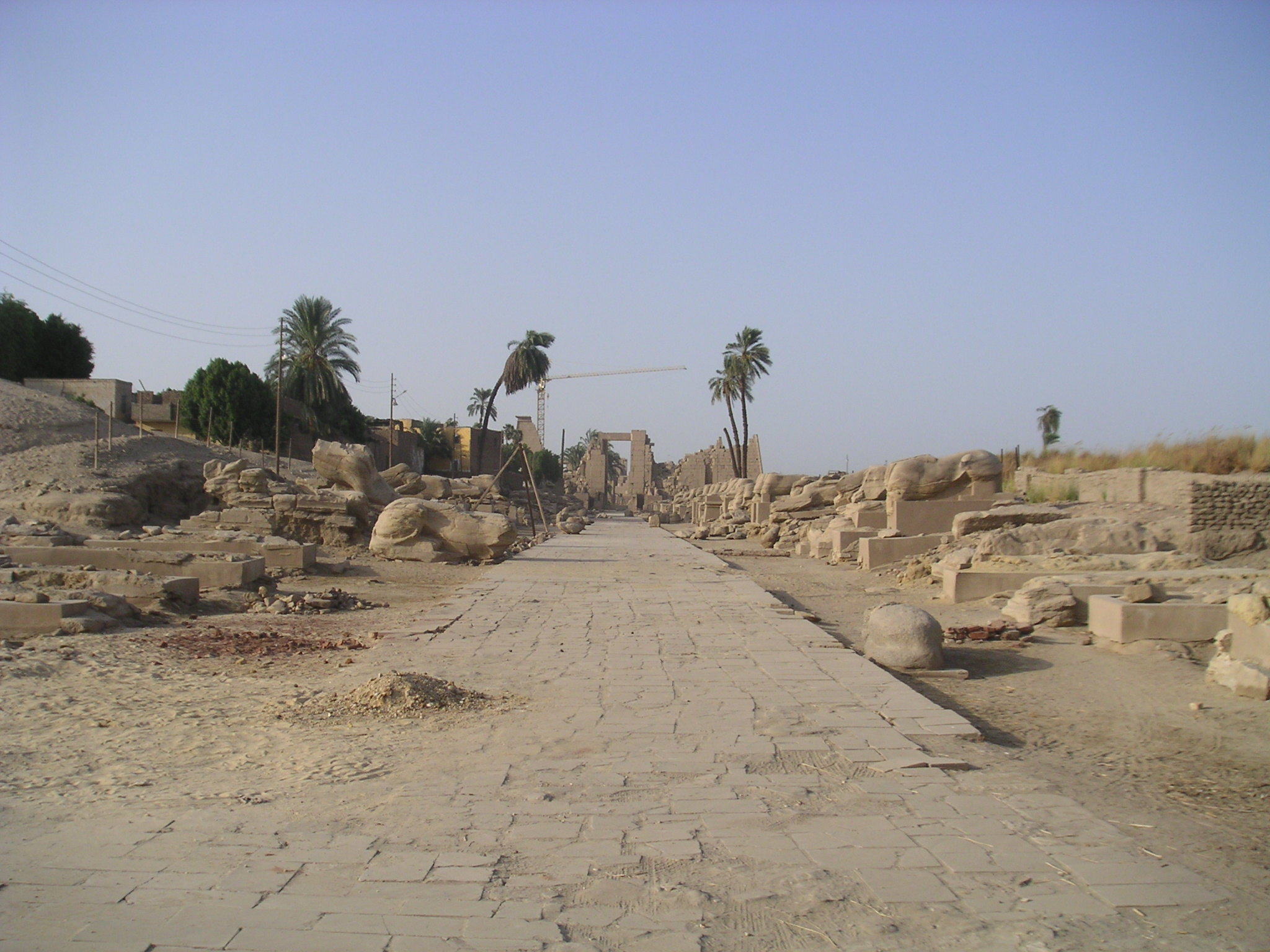
Avenida de las esfinges con cabeza de carnero que conecta el templo de Mut con el recinto del templo de Amón-Ra.

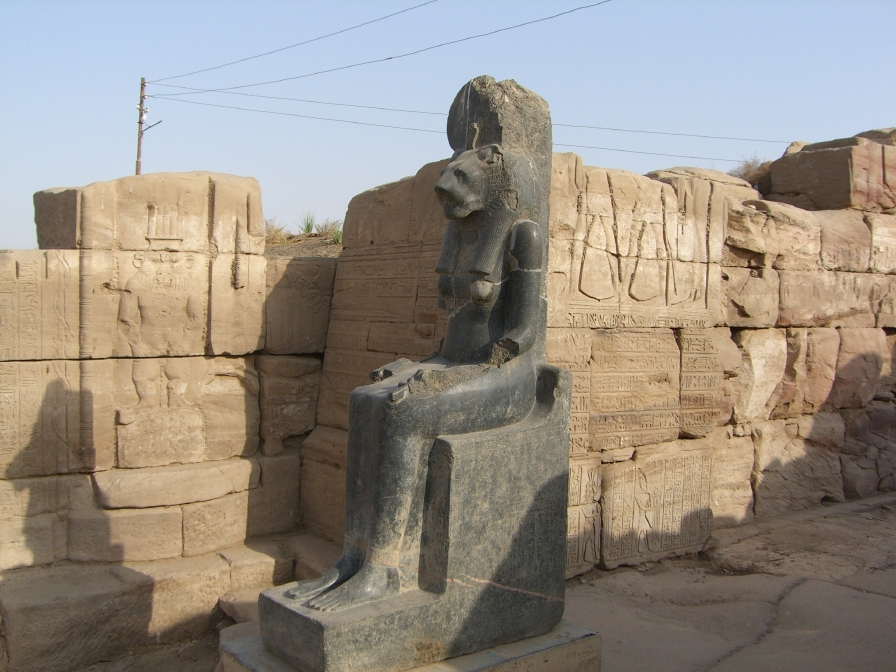
Sejmet y puerta del templo de Mut con la inscripción de Ptolomeo VI - Dinastía Ptolemaica.

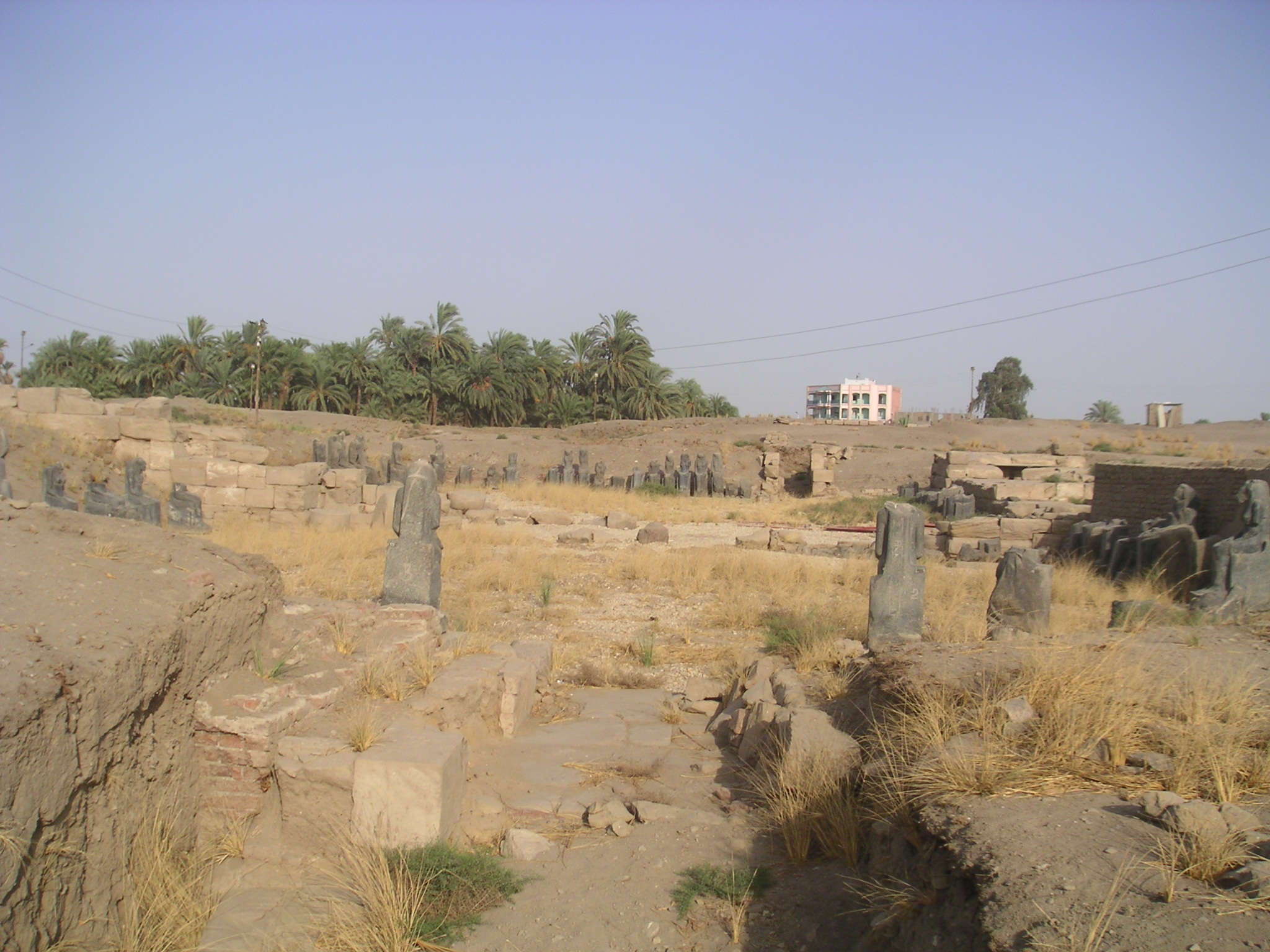
Vista desde el templo de Mut hacia las estatuas de Sejmet.

El recinto de Mut es uno de los cuatro principales recintos del inmenso complejo del templo de Karnak, situado cerca de Luxor, Egipto. Está dedicado a la diosa egipcia Mut, la diosa madre, que llegó a ser identificada como la esposa de Amón-Ra en la tríada tebana de la dinastía XVIII y madre del dios lunar Jonsu. Mut (transliteración: mwt) significa "madre".
La zona en la que se encuentra el recinto, fue originalmente conocida como Isheru (Asher o Asheru). Isheru era el nombre del manantial que alimentaba al lago sagrado con forma de cuarto creciente que semi rodeaba al templo de Mut. A Mut se la veneraba como "Señora del Asheru". En la actualidad esta zona no está abierta al público.

## Breve historia
Ha sido utilizado desde la XVIII dinastía al Periodo Romano de Egipto. El templo de Mut lo construyó Amenhotep III y el muro fue elevado por Ptolomeo II Filadelfo y Ptolomeo III Evérgetes I, con añadidos de Taharqo y Nectanebo II. Ramsés III hizo la decoración. Tuvo su mayor esplendor en la época de Hatshepsut, llegando al siglo I donde su utilización fue decayendo constantemente, al mismo tiempo que la adoración a Mut. Después, el tiempo ha hecho de las suyas y reutilizadas sus piedras en otras estructuras, ha llegado a nuestros días, con apenas restos de poco más de un metro que se mantengan en pie. Cientos de estatuas de granito negro (se estiman alrededor de seiscientas) se encontraron dispersas por la zona central del templo, que puede ser la parte más antigua del sitio.

## Características
Sus principales características son el lago en forma de media luna, el templo de Mut, el posterior templo de Ramsés III, del que quedan algunos relieves de las conquistas en Siria y Libia y ofrendas a los dioses Ptah y Min y el templo de Jonsupajred. 
Asociados al recinto, existen una serie de pequeños edificios y templos, como el templo de Nectanebo II, el reposadero de la barca de Hatshepsut y Tutmosis III, y el santuario de Amón-Kamutef, que se encuentran a extramuros.
Desde la entrada principal, una larga avenida de aproximadamente 400 m de esfinges con cabeza de carnero conduce directamente al norte, al décimo pilono del recinto de Amón-Ra. Esta avenida está en proceso de restauración. Otra avenida de esfinges, también arrancando de la entrada, lleva 250 m al oeste para desembocar en la gran avenida de las esfinges de 3 km de longitud que conecta la puerta de Ptolomeo III Evérgetes I del recinto de Amón-Ra con el Templo de Luxor.

### Templo de Amón-Kamutef

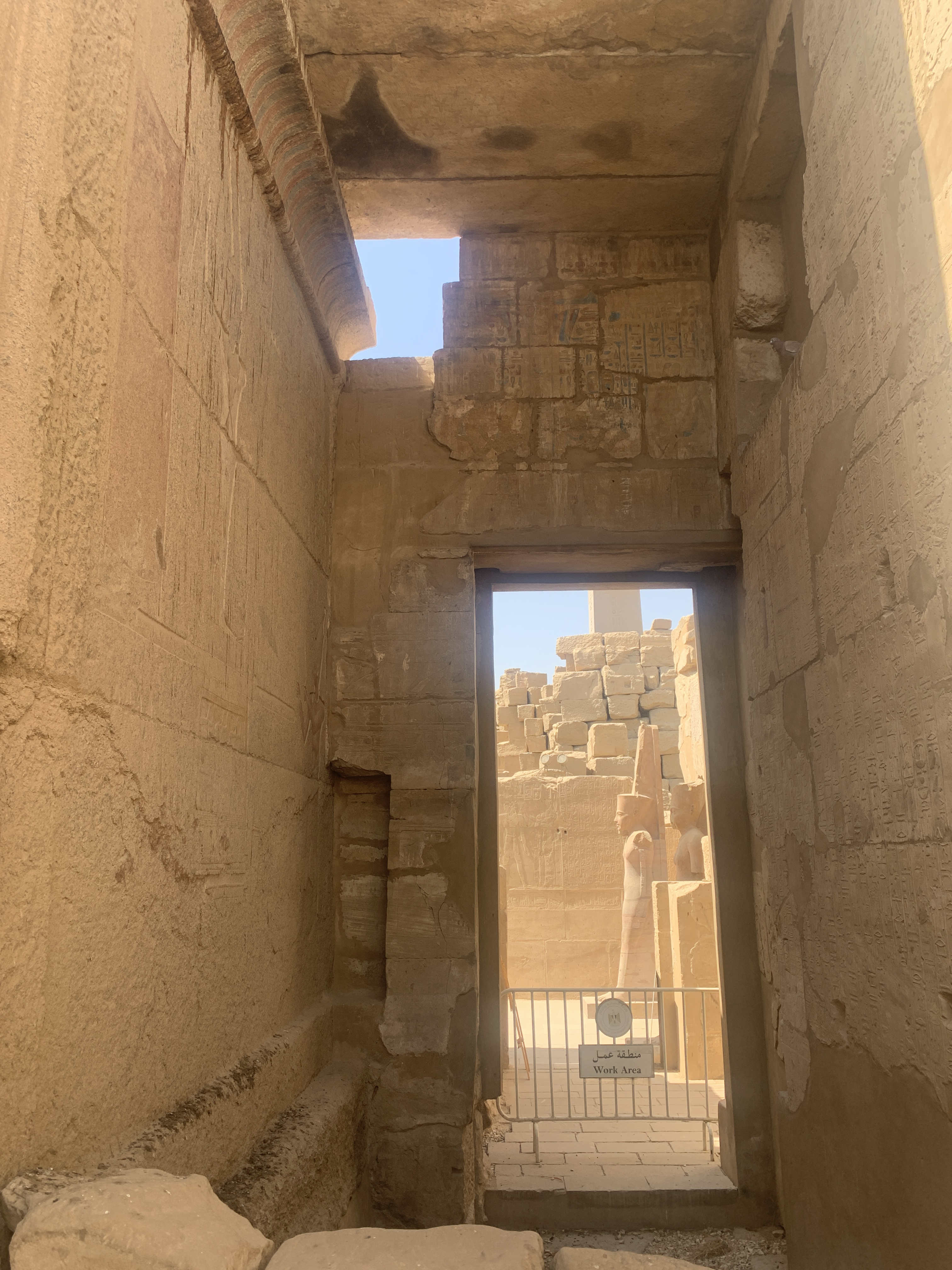
Capilla de Amón-Kamutef en Karnak.

Kamutef, el Toro de su Madre, habría sido el hijo dios solar de Hathor, en relación con la fecundación de la vaca sagrada que hace nacer al Sol cada mañana, otro aspecto de Mut. En la mitología posterior, se convertiría en la contraparte de Mut, identificado como marido.  
Este templo o capilla fue construido por Hatshepsut, y se encuentra al noreste, justo enfrente del recinto amurallado del templo de Mut, en la avenida de las esfinges, de 330 metros de longitud, con 66 esfinges a ambos lados. La casa de piedra del templo mide aproximadamente 38,5 × 48,5 metros. La casa-templo estaba rodeada por un muro de ladrillo, que se abría en un pilono a la avenida de las esfinges. Enfrente del templo al otro lado de la avenida de las esfinges se encuentra el reposadero de la barca sagrada. Más tarde, Tutmosis III intentó destruir todas las referencias al constructor original, pero los relieves muestran que Hatshepsut fue la responsable de su construcción.

## Excavaciones
El área fue visitada y supervisada por la expedición de Napoleón en 1799-1801 y más tarde, por la Real Expedición Prusiana de 1842-1845, dirigida por Karl Richard Lepsius. Las excavaciones siguieron con Auguste Mariette y Gaston Maspero, pero fue Margaret Benson y Janet Gourlay quienes llevaron a cabo las excavaciones más importantes entre 1895 y 1897. El área no fue excavada de nuevo hasta la década de 1920 por Maurice Pillet. 
Desde 1976, cuando el gobierno egipcio concedió los derechos de exploración de todo el sitio al Museo de Brooklyn, ha estado en continua excavación y restauración. Asociados a estas excavaciones también se encuentran el Instituto de Artes de Detroit y un equipo de la Universidad Johns Hopkins, bajo la dirección de Betsy Bryan, que ha descubierto muchos detalles sobre proyectos de construcción de Hatsheput.
En 2006, Betsy presentó sus hallazgos acerca de una Fiesta de la Embriaguez que incluía ilustraciones de las sacerdotisas bebiendo en exceso y sus efectos adversos, siendo atendidas por asistentes del templo. La participación en la fiesta era importante, incluyendo sacerdotisas y el pueblo. Debieron asistir decenas de miles de personas. Estos hallazgos se sucedieron en el templo de Mut, porque cuando Tebas estaba en su mayor esplendor, Mut absorbió a las diosas guerreras Sejmet y Bast (Bastet) en algunos de sus aspectos. En primer lugar, Mut se convirtió en Mut-Uadyet-Bast, luego en Mut-Sejmet-Bast (Uadyet se ha fusionado en Bast) y a continuación, Mut asimila también a Menhit, otra diosa leona, y esposa de su hijo adoptado, convirtiéndose en Mut-Sejmet-Bast-Menhit, y finalmente, convirtiéndose en Mut-Nejbet.
Las excavaciones descubrieron un "porche de la embriaguez", construido en el templo por Hatshepsut, durante la cumbre de su reinado de veinte años, para su uso en la Fiesta de la Embriaguez que celebraba el cambio de la diosa Sejmet (un aspecto de Mut), de una feroz leona guerrera, necesaria durante los largos períodos de guerra, a una figura más pacífica.
En un mito posterior en torno a la fiesta de la bebida anual de Sejmet, Ra, por entonces dios solar del Alto Egipto, la creó de un ojo ardiente ganado de su madre, para destruir a los mortales que habían conspirado contra él (Bajo Egipto). En el mito, la sed de sangre de Sejmet, no fue sofocada al final de la batalla y estaba determinada a la destrucción del resto de la humanidad, por lo que Ra la tuvo que engañar, volviendo rojo como la sangre al Nilo (el Nilo se vuelve rojo cada año, cuando se llena de sedimentos durante las inundaciones) para que Sejmet quisiese beberlo. El engaño final, sin embargo, fue preparar cerveza de cebada mezclada con zumo de granada para que se asemejase a la sangre. Sejmet cayó en la trampa, emborrachándose hasta perder el conocimiento. Cuando se despertó, se dio por vencida en su propósito de masacre y se convirtió así en un aspecto de apacible Hathor. 